# Aplastodiscus perviridis
Aplastodiscus perviridis е вид жаба от семейство Дървесници (Hylidae). Видът е незастрашен от изчезване.

## Разпространение
Разпространен е в Аржентина и Бразилия.

## Описание
Популацията на вида е стабилна.